# أولينغو شمالي
الأولينغو الشمالي (الإسم العلمي:Northern olingo)، هو نوع يتبع جنس الأولينغو من فصيلة الراتونيات. وتُسمى كذلك أولينغو كثيفة الذيل، تستوطن مناطق أمريكا الوسطى لاسيما في كوستاريكا.